# Ведмідь (геральдика)

Герб муніципалітету Портайн, Швейцарія

Ведмідь —  гербова фігура у геральдиці. Належить до природних негеральдичних фігур. Поширення ведмедя в ролі гербової фігури серед німецьких народів пов'язане, можливо, з його використанням як тотема.
Зазвичай ведмідь інтерпретується як символ сили, хитрощів та лютості у захисті вітчизни. Традиційно бурого ведмедя в геральдиці передають чорною емаллю (як найбільш близькою до натурального забарвлення).
Ведмедя зображено на гербах багатьох міст: Перм, Берлін, Берн, Брюгге, Єкатеринбург і низки інших.
З особистих гербів характерне використання символу ведмедя на гербі Папи Римського Бенедикта XVI.

## Галерея

### Населені пункти

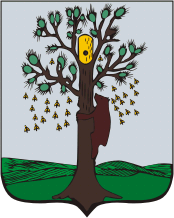
Герб Сосниці
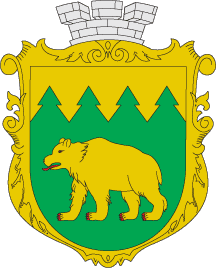
Герб Східниці
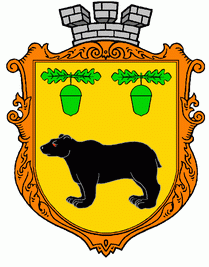
Герб смт Магерів
Герб Гурзуфа
Герб Партеніта
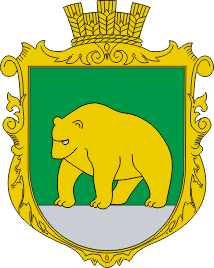
Герб села Медвежа (Дрогобицький район)
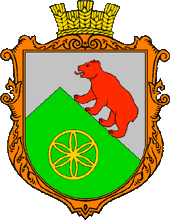
Герб села Верхнє Гусне
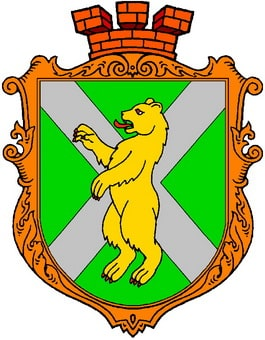
Герб села Вузлове (Радехівський район)
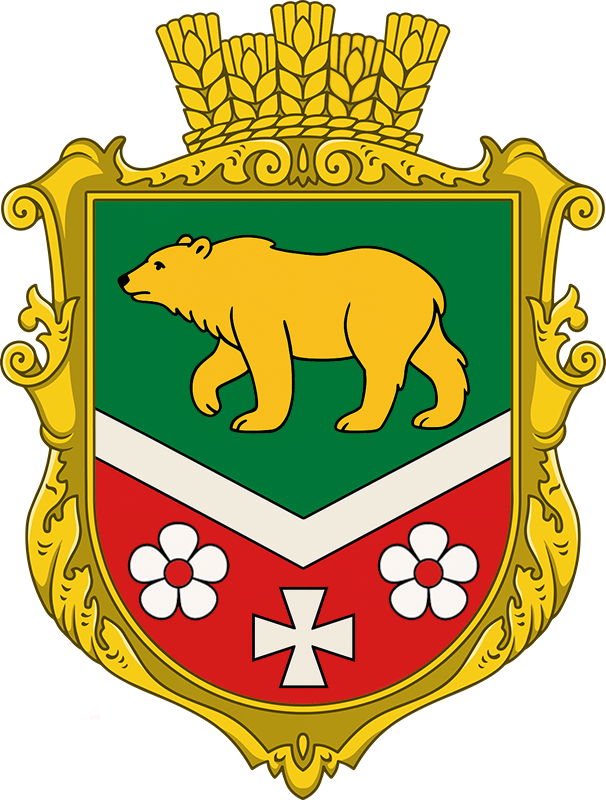
Герб села Локня
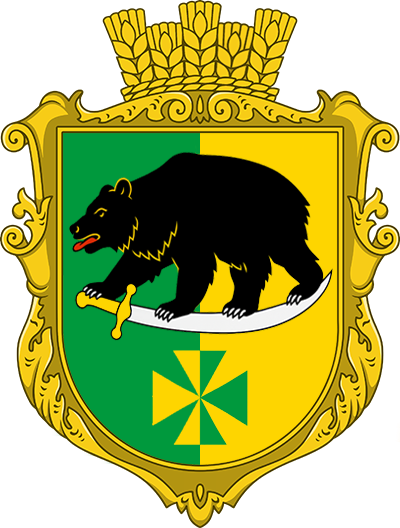
Герб села Мефедівка
Герб села Суботів
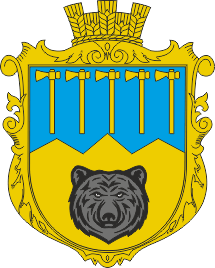
Герб села Широкий Луг
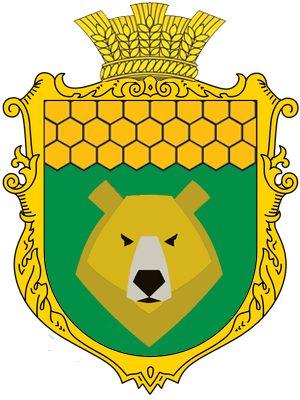
Герб села Медведеве
Герб Пермі (Росія)
Герб Великого Новгорода (Росія)
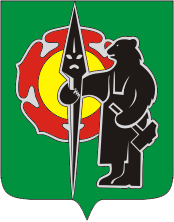
Герб Абази (Хакасія) (Росія)
Герб міста Мадрид (Іспанія)
Герб міста Брюгге (Бельгія)
Герб міста Сморгонь (Білорусь)
Герб міста Равич (Польща)
Герб міста Отепя (Естонія)
Герб Берліна (Німеччина)
Герб Езенса (Німеччина)
Герб Берна (Швейцарія)

### Регіони

Герб Холмщини
Герб Закарпатської області
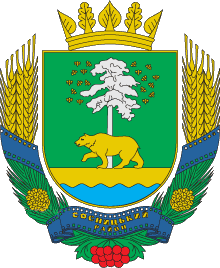
Герб Сосницького району
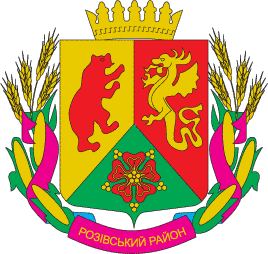
Герб Розівського району
Герб Берегівського району
Герб Республіки Карелія (Росія)
Герб Ямало-Ненецького автономного округу (Росія)
Герб Комі-Пермяцького округу (Пермський край) (Росія)
Герб Марій Ел (Росія)
Герб Гренландії (Данія)
Герб сільської волості Холм, Польща
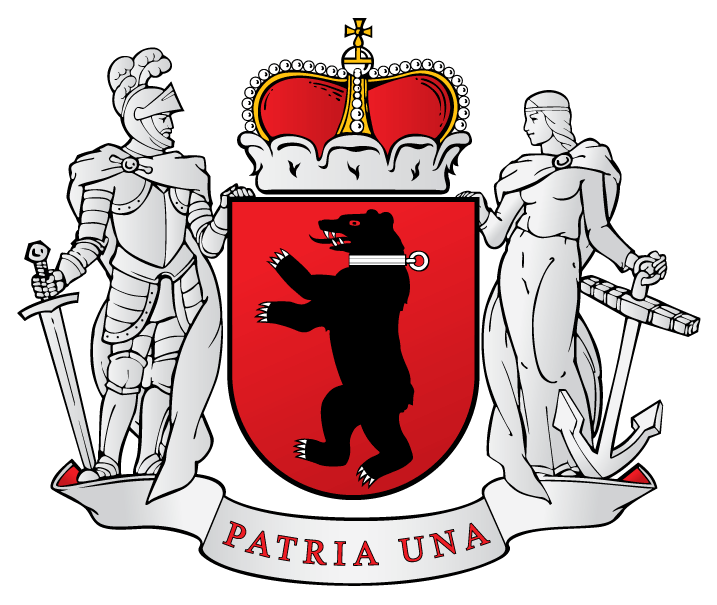
Герб Жемайтії, Литва
Герб кантону Берн, Швейцарія
Герб землі Саксонія-Ангальт, Німеччина
Прапор штату Каліфорнія, США

### Партійні, військові та особисті

Герб Папи римського Бенедикта XVI
Герб роду фон Беренс